# Saint-Pierre-de-Vassols
Saint-Pierre-de-Vassols là một xã trong tỉnh Vaucluse thuộc vùng Provence-Alpes-Côte d’Azur ở đông nam nước Pháp. Xã này nằm ở khu vực có độ cao trung bình 212 mét trên mực nước biển.